# Laplaces demon

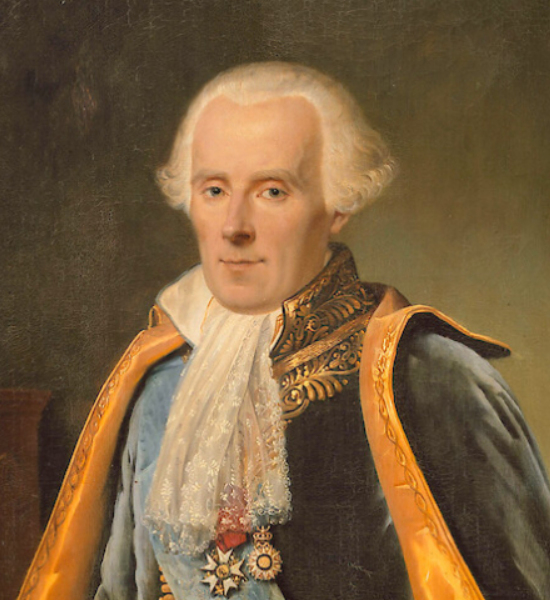
Den franske fysikern Pierre Simon de Laplace har fått ge sitt namn åt demonen.

Laplaces demon är ett hypotetiskt intellekt som förekommer i vetenskapsteoretiska tankeexperiment om universums determinism. Ursprunget är ett resonemang som Pierre Simon de Laplace för i förordet till sin skrift ”Essai philosophique sur les probabilités” 1814. Laplace påstår där att ett intellekt som känner positionen, massan och hastigheten för varje partikel i universum, samt har tillräcklig förmåga att analysera denna information, skulle kunna räkna ut både allt som har hänt i universum och allt som kommer att hända. Laplace benämner varelsen som ”en intelligens”. Beteckningen ”demon” har lagts till i efterhand av andra, och anknyter till ett annat vetenskapsteoretiskt tankeexperiment, Maxwells demon.
Laplace betraktade det mänskliga förståndet, främst uttryckt genom astronomin, som en blek bild av ett sådant intellekt, och ansåg att upptäckterna inom naturvetenskap och matematik gjort människan kapabel att sammanfatta universums förflutna och framtid i en och samma formel.
Laplace såg universum som fullständigt deterministiskt – ett system helt styrt av den klassiska fysikens kausalitet och därmed predestinerat redan från tidens början att utvecklas på ett visst sätt. För Laplace omfattade denna determinism både stort och smått – från himlakropparnas banor till enskilda mänskliga handlingar.

## Utvecklingen har delvis gett Laplace rätt...
Sedan Laplace presenterade sitt tankeexperimentet 1814 har människans vidare utforskning av naturlagarna lett fram till detaljerade teorier om hur universum på 13,7 miljarder år utvecklats från big bang till dagens tillstånd, samt om hur universums fortsatta utveckling kommer att te sig. Laplace allmänna förutsägelse om människans kapacitet att skåda universums förflutna och framtid tycks därmed i någon mån ha infriats.

## ...men också dödförklarat demonen[4]
Efter Laplace har kunskapen ökat om de teoretiska gränserna för vårt vetande, varvid det visat sig att demonens bragd att samla och analysera all information inte bara är osannolik, utan teoretiskt omöjlig – av flera skäl.
Det är omöjligt att inhämta all information
- I mikrokosmos sätter Heisenbergs osäkerhetsrelation gränsen för hur noga en partikels läge och hastighet kan bestämmas.
- I makrokosmos sätter ljusets hastighet gränsen för hur snabbt information kan färdas, vilket resulterar i en "horisont" som demonen inte kan se bortom.

Det är omöjligt att analysera all information
- Trekropparsproblemet visar att det inte ens för ett relativt enkelt system är självklart att det finns matematiskt exakta lösningar.
- Universums maximala entropi sätter en gräns för hur omfattande uträkningar som teoretiskt låter sig göras. Universums maximala beräkningskapacitet har uppskattats till 10120 bitar. Större beräkningar än så kan inte göras under den tid som hittills förflutit sedan universums födelse.

Universum är inte av den natur som Laplace föreställer sig

Även om informationen gick att samla in och analysera skulle det inte gå att göra säkra och fullständiga utsagor om det förgångna eller framtiden.
- Termodynamiken visar att universum inte är reversibelt. Därmed kan en analys av nuvarande tillstånd inte ge fullständig information om det förflutna.
- Kvantmekaniken tyder på att universum inte är helt deterministiskt. På elementarpartikelnivå tycks slumpen spela in vid händelser där flera alternativa utfall är möjliga. Universum tycks ”bestämma sig” först i det ögonblick händelsen inträffar, vilket gör det omöjligt för en betraktare att fullständigt förutsäga framtiden.[5]
- Kaosteorin pekar också i en riktning som saknar denna demon.[6]

Den amerikanske matematikern David Wolpert la 2008 fram bevis för att demonen skulle vara omöjlig. Han utgick från den tyske matematikern Georg Cantors bevisning inom den kaotiska mängdteorin. I bevisningen utgick han från att demonen var en dator och visade att två sådana datorer inte kan förutsäga varandra helt och hållet. Bevisningen har sedan dess förenklats påtagligt.

## Citat
| ” | Vi måste betrakta tillståndet i dagens universum som effekterna av dess tidigare tillstånd, och som orsakerna till det som kommer att följa. En intelligens, som känner alla krafter som vid ett givet tillfälle verkar i naturen, samt det ömsesidiga läget hos de ting, varav den (naturen) består, skulle, om den (intelligensen) också vore omfattande nog att kunna analysera dessa uppgifter, i en enda formel kunna förena de största himlakropparnas och de minsta atomernas rörelser. Inget vore ovisst för den, och framtiden, liksom det förflutna, skulle vara synlig för den. Pierre-Simon Laplace, Essai philosophique sur les probabilities, 1814 | „ |